# Hanna Marie Klek
Hanna Marie Klek (* 11. Januar 1995 in Nürtingen) ist eine deutsche Schachspielerin.

## Leben
Im Jahr 1999 zog ihre Familie – Hanna Marie Klek hat zwei Schwestern – nach Erlangen um. Ihr Vater ist der Kirchenmusiker, Theologe und Hochschullehrer Konrad Klek. Nach dem Abitur 2012 am Ohm-Gymnasium studierte sie Mathematik an der Friedrich-Alexander-Universität Erlangen-Nürnberg und aktuell Psychologie an der Otto-Friedrich-Universität Bamberg.

## Schach
Hanna Marie Klek erlernte das Schachspiel im Alter von acht Jahren. Sie war mehrfache deutsche Mädchenmeisterin: U12 2006 und 2007, U14 2008 und U16 2011. 2011 wurde sie Zweite (hinter Nastassja Sjasjulkina) bei der U16-Weltmeisterschaft der weiblichen Jugend in Caldas Novas und Fünfte bei der Deutschen Frauenmeisterschaft in Bonn. 2012 erzielte sie beim Festival des Jeux in Cannes eine WGM-Norm. 2013 gewann Klek die Deutsche Fraueneinzelmeisterschaft in Bad Wiessee und erfüllte dabei eine Norm für den Titel eines Internationalen Meisters der Frauen (WIM). 
Bei der Schacholympiade 2008 spielte Klek für die zweite deutsche Frauenmannschaft (2 Punkte aus 6 Partien am Reservebrett). Im Juli 2012 spielte Klek beim Länderkampf der Frauen Deutschland gegen Polen (Kleks Ergebnis: 2,5/5; den Länderkampf gewann Polen mit 13,5:11,5).
Im November 2013 erzielte Klek ihren bisher größten Sieg, gegen Igor Khenkin bei der Offenen Internationalen Bayerischen Schachmeisterschaft. Für Khenkin war das die einzige Niederlage im Turnier.
In der deutschen Frauenbundesliga spielte Klek von 2008 bis 2010 für den SC Bad Königshofen, seit 2012 spielt sie bei den SF Deizisau. In der österreichischen Frauenbundesliga spielte Klek von 2015 bis 2017 für den Kufsteiner Vereiner Schach ohne Grenzen, in der österreichischen Bundesliga spielte sie in der Saison 2017/18 für SIR Royal Salzburg.
In der Saison 2016/17 erzielte sie in der 2. Bundesliga Ost ihre zweite WGM-Norm und ihre erste IM-Norm. In der Frauenbundesliga erzielte sie mit 8/10 ihre dritte WGM-Norm, so dass ihr im Oktober 2017 der WGM-Titel verliehen wurde.

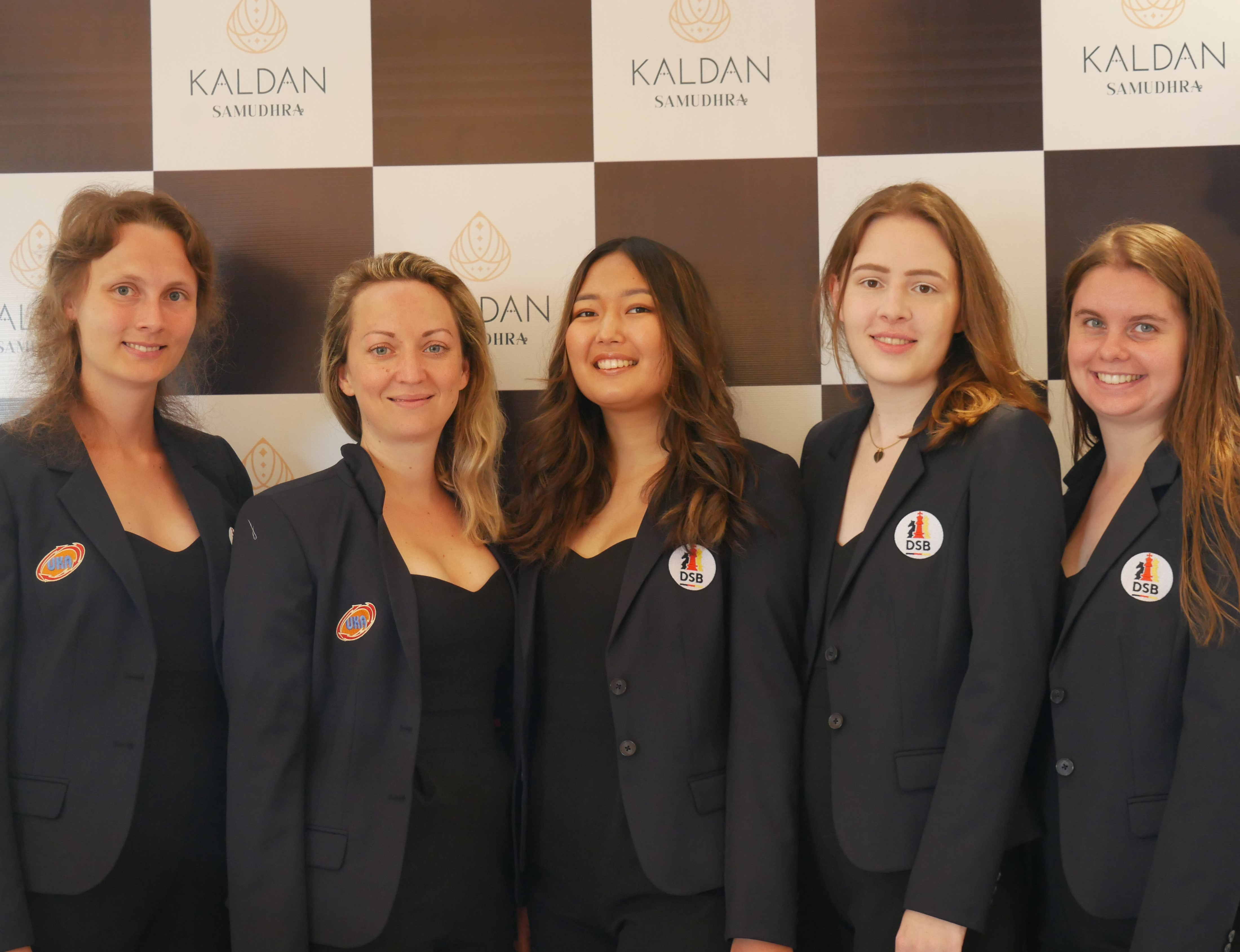
Schacholympiade 2022 in Mamallapuram, von links nach rechts: Josefine Heinemann, Elisabeth Pähtz, Dinara Wagner, Hanna Marie Klek und Jana Schneider.

Seit März 2017 ist sie gewählte Referentin für Mädchenschach der Deutschen Schachjugend und hat damit die Nachfolge von Melanie Lubbe angetreten.
Seit Oktober 2019 ist sie die Geschäftsführerin des Schachzentrums Baden-Baden.
Im Jahr 2021 gewann sie das German Masters der Frauen, ein Rundenturnier der stärksten deutschen Schachspielerinnen, mit 1½ Punkten Vorsprung. 
Bei der Schacholympiade 2022 erreichte sie mit dem deutschen Team am Frauenturnier den zehnten Platz.